# Буркхардт (лунный кратер)
Кратер Буркхардт (лат. Burckhardt) — крупный ударный кратер находящийся в северо-восточной части видимой стороны Луны. Название присвоено в честь немецкого астронома и математика Иоганна Карла Буркхардта (1773—1825) и утверждено Международным астрономическим союзом в 1935 г. Образование кратера относится к раннеимбрийскому периоду.

## Описание кратера

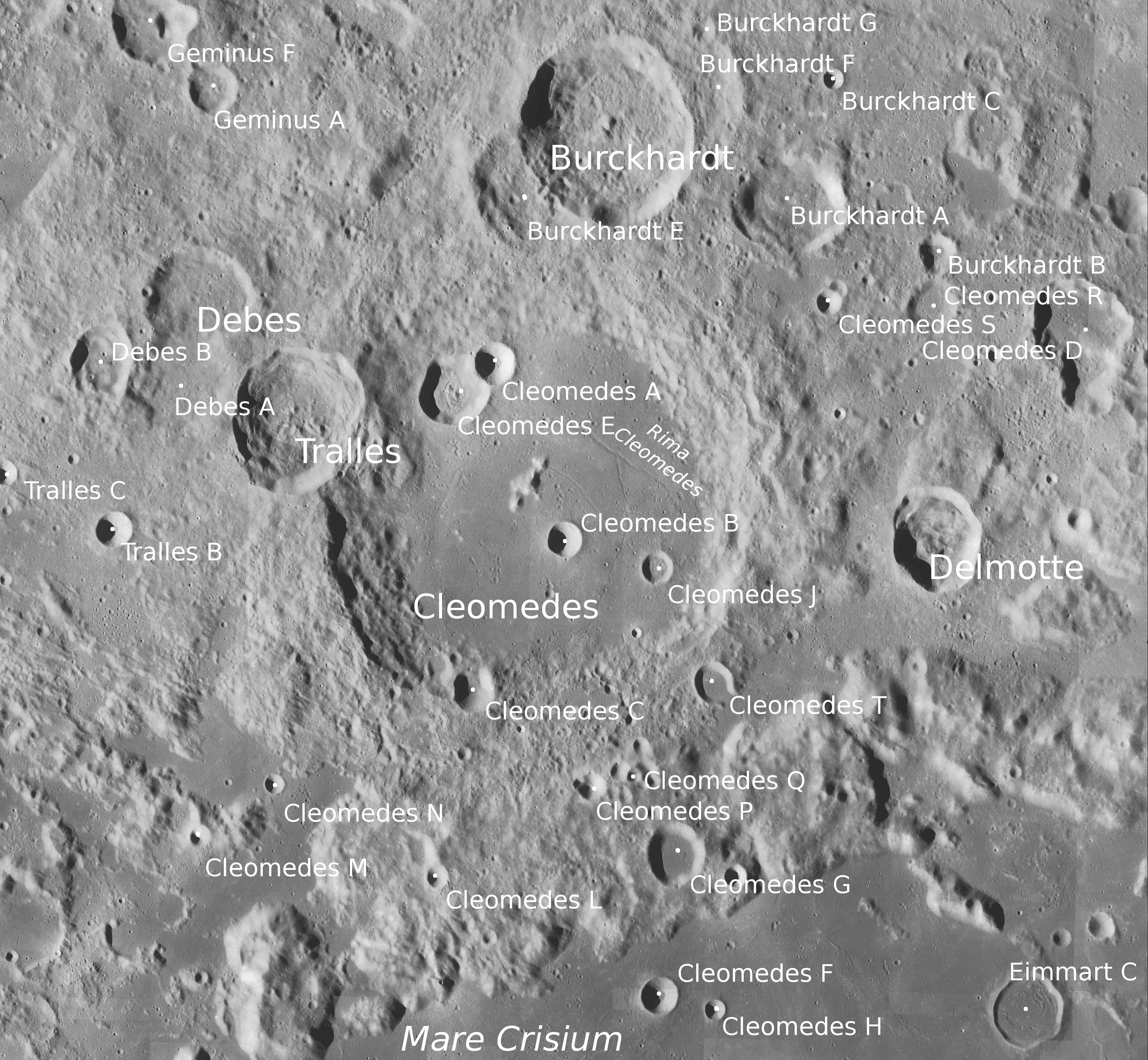
Окрестности кратера Буркхардт. Снимок зонда Lunar Reconnaissance Orbiter.

Ближайшими соседями кратера являются кратер Гемин на севере; кратер Дельмот на юго-востоке; кратер Клеомед на юге; кратеры Дебес и Траллес на юго-западе. Далее к югу от кратера находится Море Кризисов.
Селенографические координаты центра кратера 31°07′ с. ш. 56°23′ в. д. / 31,11° с. ш. 56,39° в. д., диаметр 54,4 км, глубина 5,92 км.
Вал кратера имеет полигональную форму. Высота вала над окружающей местностью 1180 м, объем кратера составляет приблизительно 2600 км³. Дно чаши кратера неровное, имеется центральный пик с возвышением 600 м и несколько невысоких хребтов. Юго-западная часть кратера перекрыта сателлитным кратером Буркхардт E (см.ниже), северо-восточная – сателлитным кратером Буркхардт F.

## Сателлитные кратеры
| Буркхардт | Координаты                                            | Диаметр, км |
| --------- | ----------------------------------------------------- | ----------- |
| A         | 30°24′ с. ш. 58°29′ в. д. / 30,4° с. ш. 58,48° в. д.  | 35,1        |
| B         | 29°56′ с. ш. 60°12′ в. д. / 29,93° с. ш. 60,2° в. д.  | 11,1        |
| C         | 31°36′ с. ш. 59°00′ в. д. / 31,6° с. ш. 59° в. д.     | 6,1         |
| E         | 30°34′ с. ш. 55°33′ в. д. / 30,57° с. ш. 55,55° в. д. | 37,5        |
| F         | 31°21′ с. ш. 57°07′ в. д. / 31,35° с. ш. 57,11° в. д. | 45,0        |
| G         | 32°02′ с. ш. 57°29′ в. д. / 32,04° с. ш. 57,49° в. д. | 7,6         |

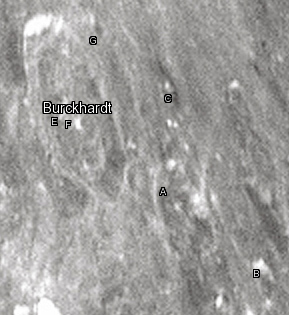
Снимок Девида Кемпбелла.

- Образование сателлитных кратеров Буркхардт E и F относится к нектарскому периоду[1].